# Феррис, Джордж
Джордж Вашингтон Гейл Феррис Младший (англ. George Washington Gale Ferris, Jr.; 14 февраля 1859 — 22 ноября 1896) — американский инженер, известный как изобретатель колеса обозрения.
Феррис родился в Гейлсберге — городе, названном именем его тезки Джорджа Вашингтона Гейла. Семья продала свою молочную ферму и переехала в Карсон-Сити, когда Феррису было пять лет. Позднее они переселились в Калифорнию, и Феррис посещал школу в городе Окленд. Он окончил Политехнический институт Ренсселира в 1881 году со степенью в гражданском строительстве.
После этого он начал карьеру в индустрии железнодорожного транспорта и заинтересовался строительством мостов. Он основал компанию GWG Ferris & Co. в Питтсбурге, которая тестировала и проверяла состояние металлоконструкций для железнодорожного и мостового строительства.
Феррис наиболее известен созданием первого колеса обозрения для Всемирной выставки в Чикаго в 1893 году. Этот проект увековечил фамилию инженера в английском языке: любое колесо обозрения в Америке называют колесом Ферриса (Ferris wheel).
Умер 22 ноября 1896 года в возрасте 37 лет в питтсбургской больнице Mercy Hospital от брюшного тифа.

## Влияние в культуре
В честь Джорджа Ферриса и его изобретения был назван электроклэш-коллектив из Санкт-Петербурга — «Чёртово колесо инженера Ферриса» (ранее «Ferris Wheel»).